# Mughiphantes inermus
Mughiphantes inermus là một loài nhện trong họ Linyphiidae.
Loài này thuộc chi Mughiphantes. Mughiphantes inermus được Andrei V. Tanasevitch & Michael Ilmari Saaristo miêu tả năm 2006.